# ISO 3166-2:CO

Colombia.

ISO 3166-2:CO es la serie de códigos ISO 3166-2 correspondientes a Colombia. En ella se incluyen las 33 subdivisiones administrativas del país. Fue publicada en 1998 y actualizada por última vez en el sexto boletín de la primera edición en 2004.

## Distrito capital (1)
| CO-DC | Distrito Capital |

## Departamentos (32)
| CO-AMA | Amazonas     |
| CO-ANT | Antioquia    |
| CO-ARA | Arauca       |
| CO-ATL | Atlántico    |
| CO-BOL | Bolívar      |
| CO-BOY | Boyacá       |
| CO-CAL | Caldas       |
| CO-CAQ | Caquetá      |
| CO-CAS | Casanare     |
| CO-CAU | Cauca        |
| CO-CES | Cesar        |
| CO-CHO | Chocó        |
| CO-COR | Córdoba      |
| CO-CUN | Cundinamarca |
| CO-GUA | Guainía      |
| CO-GUV | Guaviare     |

| CO-HUI | Huila                    |
| CO-LAG | La Guajira               |
| CO-MAG | Magdalena                |
| CO-MET | Meta                     |
| CO-NAR | Nariño                   |
| CO-NSA | Norte de Santander       |
| CO-PUT | Putumayo                 |
| CO-QUI | Quindío                  |
| CO-RIS | Risaralda                |
| CO-SAP | San Andrés y Providencia |
| CO-SAN | Santander                |
| CO-SUC | Sucre                    |
| CO-TOL | Tolima                   |
| CO-VAC | Valle del Cauca          |
| CO-VAU | Vaupés                   |
| CO-VID | Vichada                  |